# Enigma online
Un enigma online (in inglese online riddle) è un puzzle game basato sul web, nella maggior parte dei casi completamente gratuito, dove l'obiettivo del giocatore è trovare la pagina successiva usando gli indizi presenti nella pagina precedente.

## Struttura
Gli enigmi online possono essere strutturati in due modi. Alcuni giochi propongono una sequenza di livelli da risolvere in ordine, altri propongono enigmi singoli.
Nella modalità sequenziale una volta risolta la pagina si inserisce la soluzione, solitamente nell'url o in un box di inserimento: inserendo la soluzione corretta si accederà alla pagina successiva contenente un altro enigma.
Nella modalità non sequenziale, le pagine vengono proposte separatamente. I giochi di questo secondo tipo sono la minoranza.
Cercare di risolvere questo tipo di giochi può essere molto impegnativo.
Gli indizi per risolvere l'enigma possono trovarsi in bella vista nella pagina ma la maggior parte delle volte sono ben nascosti:  possono trovarsi all'interno del codice Html, oppure nel codice esadecimale di un'immagine,  o in un file sonoro nascosto o addirittura essere camuffati in pagine precedenti. 
Per le risoluzioni vengono coinvolti diversi aspetti: ricerche in wikipedia o in google, vari tipi di codici come il morse, l'ascii, il binario, l'esadecimale, il Leet vari tipi di linguaggi o alfabeti come il braille, l'alfabeto fonetico NATO, l'alfabeto runico, l'alfabeto semaforico, diversi tipi di crittografie e cifrari come quelli di Cesare, Vigenere, Vernam oppure l'Atbash o il Base64, o codici indiretti basati, ad esempio, sul T9, sulla tavola periodica degli elementi,  i codici aeroportuali IATA, le basi azotate e in genere prendendo in considerazione anagrammi, logica, enigmistica e pensiero laterale.
In alcune pagine può essere inoltre richiesto l'utilizzo di programmi di grafica, testo o audio, come photoshop, audacity, notepad, excel, o di siti esterni di ricerca geografica come Google Earth o Google Maps.

## Storia degli enigmi online
Il primo gioco di questo genere si chiamava This is not porn, creato da Kristian Boruff, nel 2003, ora chiuso. Il più popolare e diffuso è, però, Notpron (di David Munnich, 2004) strutturato in 139 livelli sequenziali e la cui homepage conta ormai più di dieci milioni di visite. Tradotto in tre lingue (inglese, tedesco e cinese), in quasi tre anni solo un centinaio di persone sono riuscite a risolvere tutti i livelli. Il gioco è gratuito fino al centesimo livello, oltre il quale si paga 1 euro per poter completare il gioco. Dal 2003 a oggi, sulla scia del successo dei primi due, sono nati centinaia di giochi dello stesso genere (i più importanti e giocati dei quali sono Orio's Riddle, Neutral Riddle e Zest, ma ne esistono moltissimi altri), con diversi stili e ambientazioni, la maggior parte in lingua inglese. Tuttavia ne sono stati creati anche in molte altre lingue.
Il primo enigma online in lingua italiana è stato ICAP nato nell'ottobre 2005, seguito dopo poco da Enigmi.net pubblicato il 15 dicembre 2005.
Altri online riddle italiani particolarmente popolari nel primo decennio degli anni 2000 e tuttora funzionanti sono L'Enigmista con 100 livelli e Moscio88 con 60. Si ricordano inoltre anche CrYpTo e Livello Zero, i quali però ad oggi risultano chiusi e non più raggiungibili.
Lo scenario degli "online riddle" in Italia ha subìto un graduale declino a seguito della diffusione dei social network e delle app per smartphone che hanno di fatto sostituito le community dei forum e i giochi della famiglia browsergame.